# Dreps
Dreps (Bromus secalinus) is een eenjarige of tweejarige plant, die behoort tot de grassenfamilie (Poaceae). De soort staat op de Nederlandse Rode Lijst van planten als zeer zeldzaam en zeer sterk afgenomen. De oorzaken hiervan zijn een betere zaadschoning en een hogere bemesting van het graan. De plant komt van nature voor in Eurazië. De plant komt in Nederland voor in Zuid-Limburg en in de omgeving van Nijmegen. Deze plant is wettelijk beschermd sinds 1 januari 2017 door de Wet Natuurbescherming. In Frankrijk wordt de plant gezien als onkruid.
De plant wordt 0,4-1 m hoog. De bladeren zijn kaal of verspreid behaard evenals de bladscheden, die vrij ver uit elkaar staande nerven hebben. Het tongetje is 1,5-2 mm lang.
Dreps bloeit in juni en juli met een wijde, tot 20 cm lange pluim, die na de bloei overhangt. De kroonkafjes (palea en lemma) zijn ongeveer 7 mm lang. Het onderste kroonkafje heeft boogvormige zijranden en is onderaan om de vrucht gebogen. De heen en weer gebogen, vrij korte kafnaalden variëren in lengte. De as van de aartjes is tussen de bloempjes duidelijk zichtbaar. De helmhokjes zijn 1,5 tot 2,5  mm lang. De graanvrucht is dik en heeft aan de binnenzijde een duidelijke groef.
De plant komt voor tussen het graan op kalkhoudende grond.

## In andere talen
- Duits: Roggen-Trespe
- Engels: Rye Brome, Cheat Grass
- Frans: Brome faux-seigle
- Waals: dråwe des rgons (dråwe fås swele)